# Gambische Volleyballnationalmannschaft der Frauen
Die gambische Volleyballnationalmannschaft der Frauen ist die Auswahl gambischer Volleyballspielerinnen, welche die Gambia Volleyball Association (GVBA) auf internationaler Ebene, beispielsweise in Freundschaftsspielen gegen die Auswahlmannschaften anderer nationaler Verbände, aber auch bei internationalen Wettbewerben repräsentiert. 1972 trat der nationale Verband dem Weltverband Fédération Internationale de Volleyball (FIVB) bei.
Ende 2013 versuchte ein Team, sich für die Volleyball-Weltmeisterschaft der Frauen 2014 zu qualifizieren, scheiterte aber in der Qualifikation. Um 2013/2014 war Mariama Sowe Kapitänin des Teams.

## Internationale Wettbewerbe

### Gambia bei Weltmeisterschaften
Die Mannschaft konnte sich bisher nicht für eine Weltmeisterschaft qualifizieren.

### Gambia bei Olympischen Spielen
Bisher gelang es der Mannschaft nicht, sich für die olympischen Wettbewerbe zu qualifizieren.

### Gambia bei Afrikameisterschaften
Die Mannschaft kann bisher keine Teilnahmen an der Afrikameisterschaft vorweisen:
| - 1976: nicht qualifiziert - 1985: nicht qualifiziert - 1987: nicht qualifiziert - 1989: nicht qualifiziert - 1991: nicht qualifiziert - 1993: nicht qualifiziert - 1995: nicht qualifiziert - 1997: nicht qualifiziert | - 1999: nicht qualifiziert - 2001: nicht qualifiziert - 2003: nicht qualifiziert - 2005: nicht qualifiziert - 2007: nicht qualifiziert - 2009: nicht qualifiziert - 2011: nicht qualifiziert |

### Gambia bei den Afrikaspielen
Gambias Volleyballnationalmannschaft der Frauen nahm bisher nicht an den Wettbewerben der Afrikaspiele teil.

### Gambia beim World Cup
Gambia kann bisher keine Teilnahme am World Cup – dem Qualifikationsturnier für die Olympischen Spiele – vorweisen.

### Gambia beim World Grand Prix
Der World Grand Prix fand bisher ohne gambische Beteiligung statt.